# Szent Márk-bazilika (Firenze)
A firenzei San Marco-bazilika a történelmi városközpont egyik temploma, amely egy zsúfolt teret ural, és tájékozódási pontként szolgál a környező városi területen barangolók számára. A templom eredetileg a San Marco-kolostor nagy komplexumának része volt, ahol a tizenötödik századi szellemiség és kultúra számos jelentősebb képviselője élt és dolgozott: Cosimo de’ Medici, Szent Antonino, Fra Angelico, Ambrogio Catarino Politi, Fra Bartolomeo, Tommaso Caccini, Galileo Galilei, Caccini, Galilei inkvizítora és mindenek előtt Girolamo Savonarola testvér, aki az erkölcs hanyatlása ellen prédikált, majd 1498-ban felakasztották és megégették a Piazza della Signorián. 1934-től Firenze polgármestere , Giorgio La Pira is itt élt, majd a Bazilikában temették el.
1869 óta az egykori kolostorban látogatható a firenzei San Marco Múzeum, amelynek azonban sem a templom, sem a szomszédos Domonkos-kolostor nem része.

## Története
Az ókorban itt Szent Györgynek szentelt oratórium működött. A jelenlegi kolostor azon a helyen épült, ahol a 12. század óta vallombroz kolostor állt, amely aztán a silvestriniekre szállt, akik a San Marco Vecchio vidékén található, az evangélistának szentelt templomocskából származtak. Akkoriban ezt a területet Cafaggiónak hívták, ezért az első dokumentumokban a templomot San Marco al Cafaggio néven említik.
1418-ban IV. Jenő domonkos pápa utasítására a silvestriniek kénytelenek voltak elhagyni, és 1435-ben a kolostort az obszerváns domonkosokra bízták. 1437-ben Cosimo de’ Medici Antonino Pierozzi, a rend akkori fővikáriusa javaslatára úgy döntött, hogy megkezdi az egész komplexum felújíttatását. A templom valójában a közelben (a mai Palazzo Medici-Riccardiban) lakó Mediciek legnagyobb befolyási területén volt. A munkálatokat Michelozzóra bízták, a faldekorációt 1439 és 1444 között Fra Angelico végezte munkatársaival, köztük Benozzo Gozzolival. A templomot 1443-ban vízkereszt éjszakáján szentelte fel Capua Niccolò d'Acciapaccio bíboros érsek IV. Jenő pápa jelenlétében.
Végül 1866-ban a frissen alakult olasz királyság elkobozta, s 1869-ben részben múzeummá alakították át. A templom és a kolostor egy része (a San Domenico-kolostor körül) 2019-ig a dominikánus szerzetesek közösségének adott otthont, amelyet a tartományi káptalan 2017-es határozatainak és a rendmesternek vetettek alá. A Santa Maria Novella dominikánus közössége felel a San Marcóban is a lelkigondozás és a vallási tevékenységek folytatásáért és fejlesztéséért.

## Külső megjelenése

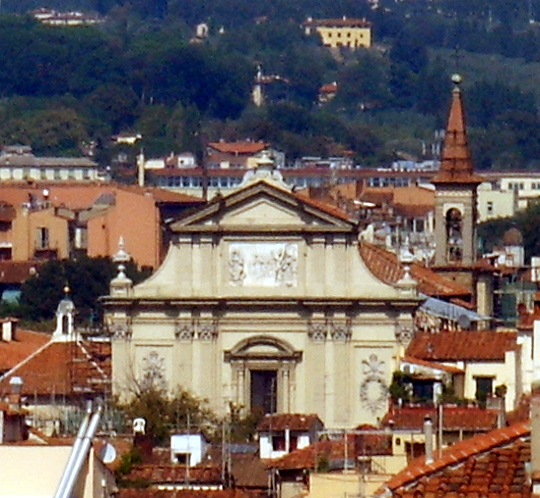
A San Marco a városi panorámában

### A homlokzat
A San Marco neoklasszikus stílusú homlokzatának története 1777–78-ig nyúlik vissza, amikor Fra' Giovan Battista Paladini az ablakon található felirat tanúsága szerint építette. Három vízszintes sávba osztott pilaszterek jelzik, egyetlen portállal, amelyet ablak szegélyez. Az oldalsó szalagokat két fülke díszíti szobrokkal (alul), valamint szalagokkal és díszekkel (felül); a felső regiszterben díszes dombormű és vasból készült kereszttel ékesített timpan látható.

### A harangtorony
A harangtorony 1512-ben épült Baccio d’Agnolo tervei alapján.

## Belső megjelenése
Belül egyetlen hajóval és számos oldalkápolnával rendelkezik, amelyeket a 16. század utolsó negyedében tervezett Giambologna (1579-től), és főleg tizenhatodik és tizenhetedik századi táblaképekkel díszítették. Eleinte 14. századi freskók borították, amelyek nyomai itt-ott a vakolat alól előkerültek. Ezek a maradványok a festészeti beavatkozások hosszú időszakára, körülbelül 1380 és 1420 közöttre datálhatóak. Michelozzót bízták meg a sekrestye és az apszis újjáépítésével.
A karzat és a faragott mennyezet 1679-ben épült Pier Francesco Silvani tervei alapján. Utóbbi közepén látható Giovanni Antonio Pucci: Szűz Mária mennybevetele vászna (1725).

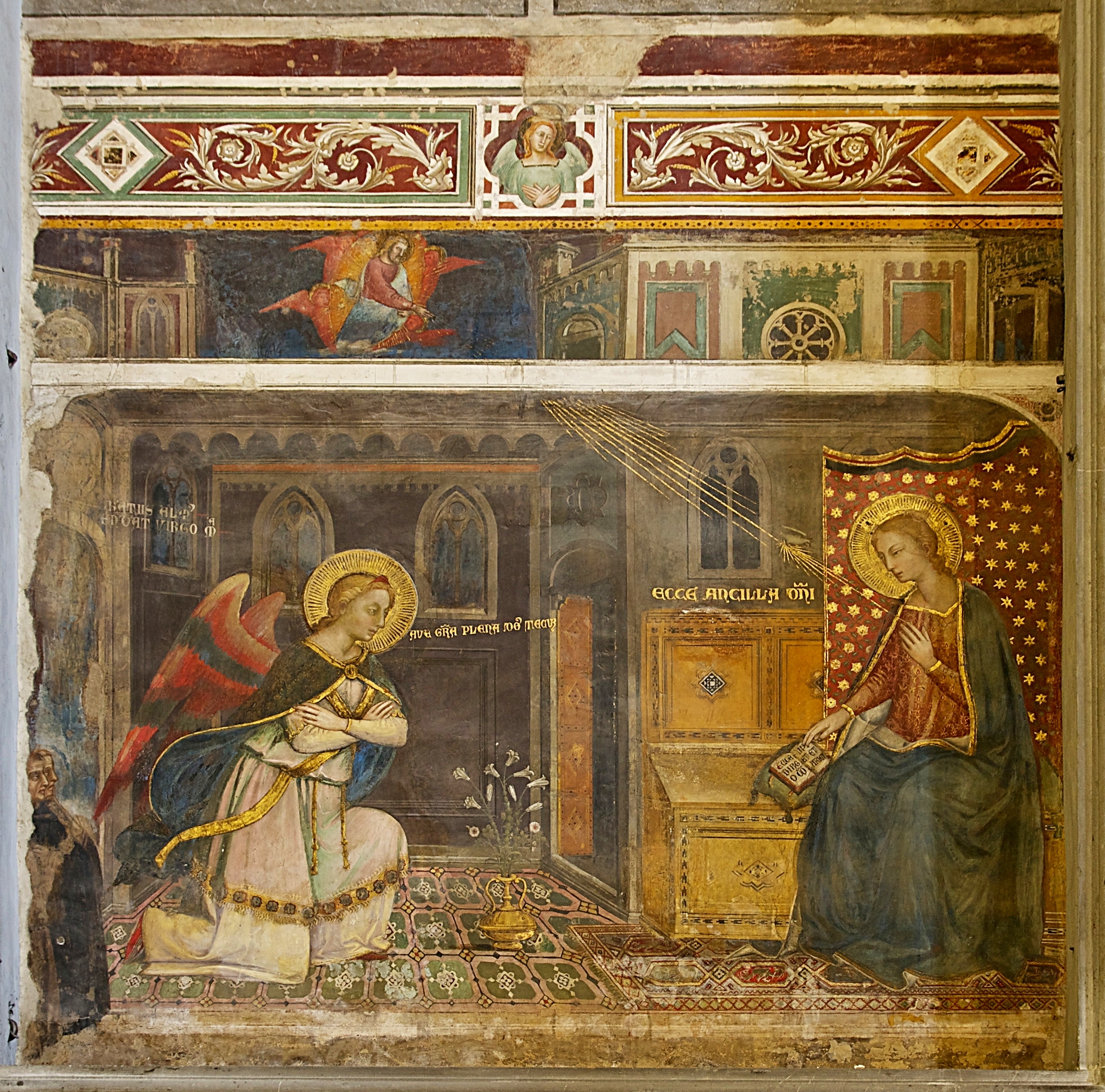
A Nettoli Becchi-oltár, Jacopo di Cione (stílusa alapján), Angyali üdvözlet (1371 k.)

### Hátsó homlokzata
A hátsó homlokzaton a 14. századi festmények legjobb maradványai láthatók, köztük egy nagy feszület az orcagnai iskolából (1365 k.) Angyali üdvözlet (1375-ben dokumentálva), amely közel áll Jacopo di Cione stílusához, és a híres csodálatos Angyali üdvözlet mintájára készült a Santissima Annunziata-bazilikában.
A bal oldalon a selyemcéh egykori oltárja látható, 1575 óta ebben a helyzetben, de egykor különböző formákban, a hajó bal falán. A tizenhatodik század végi oltár tartalmazta Botticelli Szent Márk-oltárképét, amely jelenleg az Uffiziben látható (1488–1490), és a Művészet címerének megőrzése mellett ma egy vászon, amelyet Giovanni Battista Paggi szignált 1596-ban Vincenzo és Alessandro Brandolini az előző évbeni tulajdonosok megrendelésére. Az oltárképet rendkívüli fényhatások, valamint intenzív és élénk színezés jellemzik. 

### Jobb oldali oltárok
A jobb oldali első oltárt Santi di Tito oltárképe díszíti, amely Aquinói Szent Tamás látomását ábrázolja a Szűzanyával, Szent János evangélistával, Mária Magdolnával és Alexandriai Szent Katalinnal 1593-ból, Sebastiano Pandolfini del Turco megbízásából, amelyben az illuzionizmus és a természethű velencei tájkép háttérbe szorul, s a képen tartózkodók naturalizmusa lehetővé teszik a megfigyelő érzelmi bevonását és részvételét. 
A második oltáron Fra Bartolomeo (1509 k.) Madonna és gyermeke szentekkel látható, Sacra Conversazione Cambi néven, a megrendelő Cambi család nevéből, míg a harmadikon a Szűzanya nagy mozaikja, amely a vatikáni régi Szent Péter-bazilikából származik: az 1509 körüli Firenzébe érkezésekor készült. A Szűz körül imádkozó Domonkos és Rajmond szenteket angyalokkal mozaikot utánozva festette meg őket valaki, aki közel állt Fabrizio Boschi stílusához.
A negyedik oltáron Matteo Rosselli vászna látható a Rózsafüzér Madonnájával és Szent Domonkost a mennybe vivő angyalokkal (1640), míg az oltárt keretező íven Szent Zanobiusz szobra Giambologna alkotása.

### Oltárok a bal oldalon
Az első, a hátsó homlokzathoz legközelebbi oltárt Ferrer Szent Vince csodája, Passignano (1593), míg a másodikat Szent Katalin misztikus házassága, Anton Domenico Gabbiani Fra Bartolomeo-másolata (1690) díszíti.
A harmadik oltár a Selyemszövők Szent Keresztjének Luccai Társaságáé, amelynek címerében a keresztet négy csillag veszi körül, a timpanon közepén a Szent Arc-domborművet. A céhnek volt egy korábbi oltárja a paravánban, amelyet 1491 körül díszítettek egy oltárképpel, s amelyen a Szent Arc, Ferrer Szent Vince, Keresztelő János, Páduai Szent Antal és Márk evangélista között az úgynevezett Fiesolei Vízkereszt Mestere festett (jelenleg a Los Angeles-i Megyei Múzeumban látható). A válaszfal lebontását követően, 1590-ben a társaság megvásárolta ezt az oltárt, amelyhez 1593-ban megrendelte a Ludovico Cigoli által A keresztet hordozó Hérakleiosz táblát, az alján L. C. aláírással és 1594-es keltezéssel, az első olyan festmény, amelyen a művész a gazdag és értékes jelmezek és szövetek iránti érzékét mutatja be, a testvéri társaságok dekoratív szövegei és mindennemű tevékenységét illusztrálva. 
Az oldalakon az itt eltemetett Pico della Mirandola és Poliziano humanisták síremléke található.

### Apszis és kupola

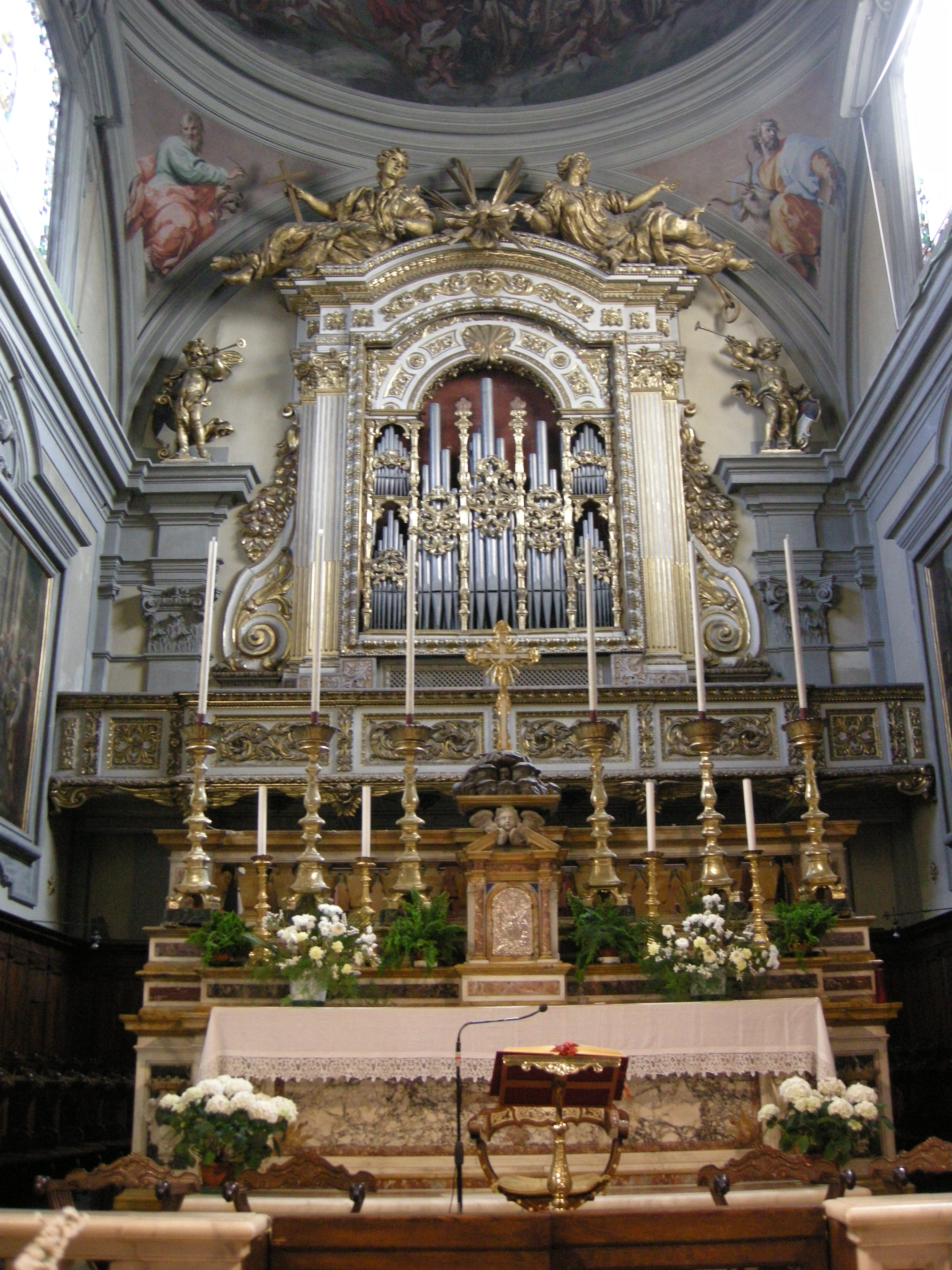
A főoltár

Az apszis a sekrestyéből, engedéllyel közelíthető meg. Michelozzo alkotta, és két kőportál kiállításnak ad otthont.
A kupolát Angelo Ferri tervei alapján 1712-ben emelték, és Alessandro Gherardini (1717) freskói díszítik.

### Presbitérium és főoltár
A presbitérium falainak freskói Ignace Parrocel, az orgona alatti vászon Pier Dandini alkotása, és az Utolsó vacsorát (1686) ábrázolja.
A főoltáron Fra Angelico (1425–1428) értékes Feszülete található.

### Serragli- vagy Szentség-kápolna
A Serragli-kápolna a presbitérium bal oldalán található, és egy barokk portálon keresztül érhető el. A tizenhatodik század utolsó évtizedében készült, és az Eucharisztia misztériuma felmagasztalásának szentelték.
A freskókkal díszített boltozat három részre oszlik. Az első a Szentlélek ajándékai, Santi di Tito alkotása (1594 k.) női alakokként ábrázolja egy stukkó galamb köré rendezve őket; a második területen Bernardino Poccetti Krisztus a dicsőségben és reményben (1603 k.) látható; a harmadikban az Úrvacsora édes gyümölcsei, négy nőalak egy arany stukkó méhkas körül, szintén Poccettitől.
A falakra a szentséghez kötődő szentek sorozatát is freskókkal ábrázolta.
Az oltárképen az Apostolok közössége látható, amelyet Santi di Tito kezdett el és fia, Tiberio fejezett be. A kápolna díszítését négy vászon teszi teljessé:
- A Manna története, Passignano műve (1625-ben aláírva és keltezve)
- Emmausi vacsora – Francesco Curradi
- A kenyerek és halak csodája – Francesco Curradi
- Empoli Izsák feláldozása

### Salviati-kápolna

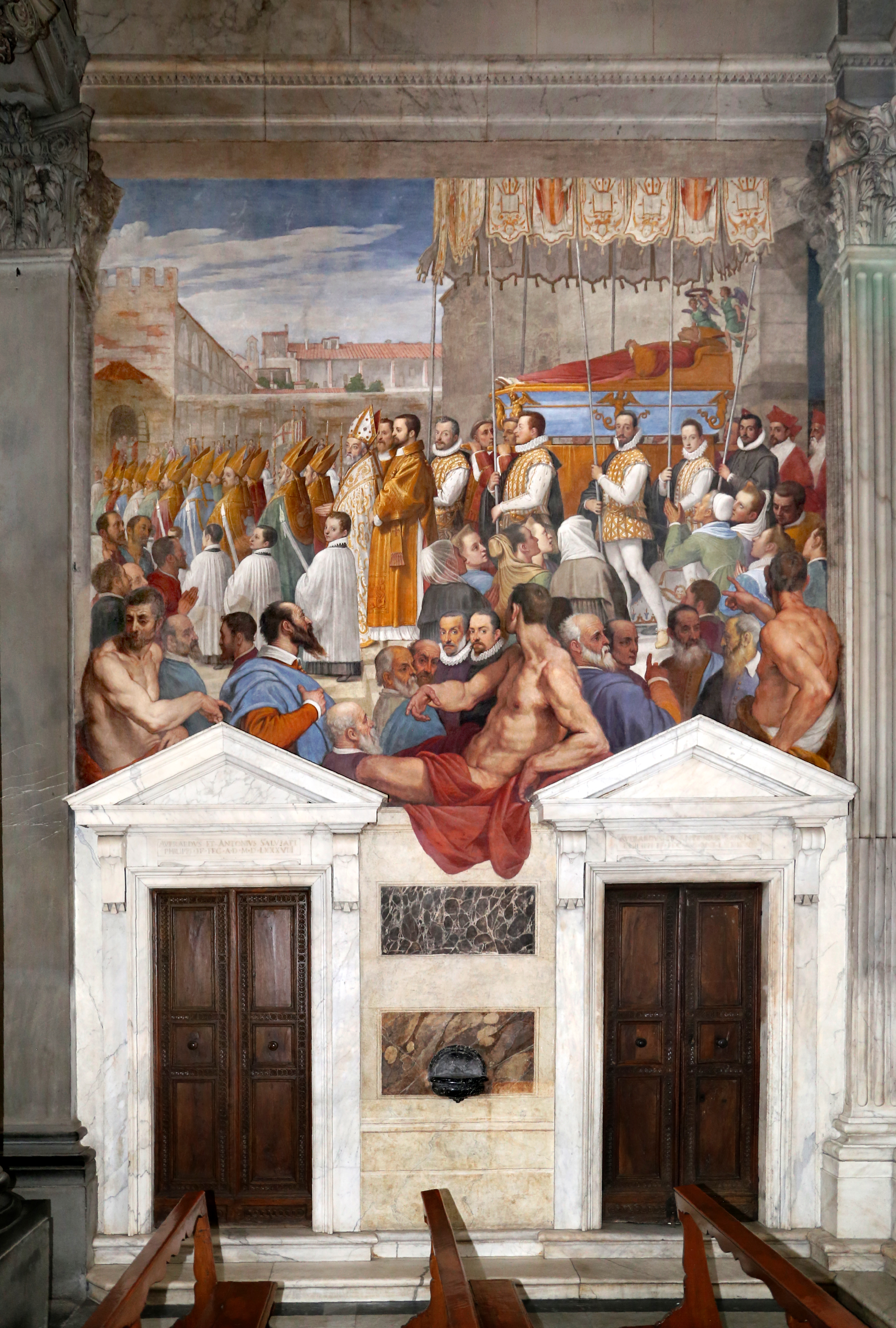
Passignano: Szent Antonino holttestének áttelemetése, a Salviati-kápolna előcsarnoka

A hajó bal oldalán belépve a Salviati-kápolnába vagy a Sant'Antonino-kápolnába jutunk, ahol a firenzei szent érsek maradványait őrzik. A kápolnát a 16. század végén külön térnek tervezték, kívülről saját bejárattal; alaprajzában és magasságában is különbözik a templomtól.
Építése abból a kriptából indult, ahol a Salviati család tagjai vannak eltemetve, feltehetően 1580-ban, amint azt a falon lévő karton is jelzi.
A felső kápolnát, az oltár alatt a szent maradványaival, Giambologna tervezte, és nagyrészt Alessandro Allori díszítette. Utóbbi a grisaille-díszítésért (1588-ban készült el) és a Limbóba süllyedés című oltárképért (1584 előtt készült el). Az oldalsó panelek korabeliek, és A leprást gyógyító Jézust ábrázolják (bal oldalon, Poppi) és Szent Máté elhívását (jobbra, Giovanni Battista Naldini).
A bronz domborművek Giambolognától és munkatársaitól származnak, és Szent Antonino (1581–1587) életének epizódjait ábrázolják.
A kápolna előcsarnokában két nagy Passignano-freskó díszíti a falakat: a Fordítás és a Szent Antoninus holttestének felderítése.

### Sekrestye
A sekrestyében, a tizenötödik és tizenhetedik századi szent berendezéssel, található Sant' Antonino Pierozzi 1446-os firenzei érsek első sírja. A fekete márvány szarkofágot a szent bronzszobra díszíti, Giambologna alkotása Domenico Portigiani fémöntésbeni segítségével.
Az oltárt egy tábla kíséri Alexandriai Szent Katalin misztikus házassága Nagy Szent Jakabbal és Szent Kristóffal, amely Benedetto és Bartolomeo Coda romagnai művészeknek tulajdonítható, és talán azonosítható azzal, amelyet 1531-ben a cesenai San Domenico Bettini oltárához készítettek. 
Az itt elhelyezett Sant'Antonino akasztása Alessandro Allori terve alapján készült.

## Konfraternitások
Idővel sok társaság vagy testvéri közösség találkozott a templomban és a melléképületeiben. A legfontosabbak közé tartoztak:
- Selyemszövők Szent Kereszt Társasága
- A Csillag Szent Három Királyainak Társasága
- Mária és Szent Zanobi Megtisztulásának Társasága

## Máshová került művek
- Fra Angelico: San Marco oltárkép, firenzei San Marco Múzeum
  - Justinianus diakónus gyógyítása, San Marco Múzeum
  - Cosmas és Damian szentek temetése, ma a firenzei San Marco Múzeumban
  - Szent Kozma és Saint Damján mentése a vízbefulladástól, Alte Pinakothek, München
  - Szent Kozma és Szent Damján Lysias előtt, Alte Pinakothek, München
  - Pietà, Alte Pinakothek, München
  - Kozma és Damján szentek keresztre feszítése, Alte Pinakothek, München
  - Kozma és Damján szentek lefejezése Louvre, Párizs
  - Kozma és Damján máglyára ítélése, Ír Nemzeti Galéria, Dublin
  - Palladia gyógyítása, National Art Gallery, Washington
- Sandro Botticelli: az aranyművesek oltárképe, Uffizi, Firenze
- Fiesole vízkeresztjének mestere: a Szent Arc Szent Vincent Ferrerrel, Keresztelő Jánossal, Antoninusszal és Márkkal, County Museum Los Angeles
- Fra Bartolomeo: Pala Pitti, Galleria Palatina, Firenze
  - A Kisjézus bemutatása a templomban, Bécsi Szépművészeti Múzeum

## Fordítás
- Ez a szócikk részben vagy egészben  a   Basilica di San Marco (Firenze) című olasz Wikipédia-szócikk fordításán alapul.  Az eredeti cikk szerkesztőit annak laptörténete sorolja fel. Ez a jelzés csupán a megfogalmazás eredetét és a szerzői jogokat jelzi, nem szolgál a cikkben szereplő információk forrásmegjelöléseként.

## Bibliográfia
- Anna Padoa Rizzo: A takácstársaság oltára a firenzei San Marcóban: Cosimo Rosselli körétől Cigoliig, az "Antichità viva" kötetben. 28, 4 (1989) 17–24. o.
- AA. VV.: The Church and Convent of San Marco in Firenze, Vol. I. és II., Firenze, 1989
- Franco Cesati: Firenze templomai, Newton Compton Editori, Róma, 2002
- Európa nagy városai: Firenze, Touring Club Italiano, Milánó, 2002
- Útmutató Olaszországba, Firenzébe és Toszkána tartományba ("Red Guide"), Touring Club Italiano Editions, Milánó, 2007